# Кастро, Бекхэм
Бекхэм Давид Кастро Эспиноса (исп. Beckham David Castro Espinosa; род. 12 сентября 2003, Картахена) — колумбийский футболист, вингер клуба «Мильонариос».
Кастро назван в честь известного английского футболиста Девида Бекхэма.

## Клубная карьера
Кастро — воспитанник клубов «Чики Ороско», «Академия де Креспо», «Эстудиантиль», «Астон Вилла де Кали» и «Мильонариос». 23 марта 2023 года в матче против «Депортиво Пасто» он дебютировал в Кубке Мустанга в составе последних. 21 мая в поединке против «Индепендьенте Медельин» Бекхэм забил свой первый гол за «Мильонариос». В своём дебютном сезоне игрок помог клубу выиграть чемпионат. 

## Достижения
Клубные
 «Мильонариос»
- Победитель Кубка Мустанга — Апертура 2023